# Landtagswahl in Sachsen-Anhalt 1994
- PDS: 21
- SPD: 36
- Grüne: 5
- CDU: 37

- Regierung: 41
- Duldung: 21
- Opposition: 37

Die Landtagswahl in Sachsen-Anhalt 1994 war die zweite Wahl zum Landtag von Sachsen-Anhalt. Sie fand am 26. Juni 1994 statt. Es waren 2.155.841 Einwohner wahlberechtigt; die Wahlbeteiligung lag bei 54,8 %.
Die CDU Sachsen-Anhalt (CDU) hatte einen Verlust von etwa 5 % zu verzeichnen, während die Sozialdemokratische Partei Deutschlands (SPD) und die Partei des Demokratischen Sozialismus (PDS) ihr Ergebnis um je 8 Prozentpunkte steigern konnten. Die Freien Demokraten (FDP) unter Spitzenkandidat Peter Kunert verloren fast 10 Prozentpunkte und schieden aus dem Landtag aus; Bündnis 90/Die Grünen stagnierten in ihrem Ergebnis und schafften knapp den Wiedereinzug in den Landtag.
Es wurde eine als „Magdeburger Modell“ bezeichnete Minderheitsregierung aus SPD und Bündnis 90/Die Grünen unter Ministerpräsident Reinhard Höppner (SPD) gebildet, die von der PDS toleriert wurde.
Dieses erstmals praktizierte Regierungsmodell führte zu bundesweiten Debatten über das Verhältnis der SPD zur PDS.

## Wahlergebnis
| Listen                                              | Listen            | Erststimmen | Erststimmen | Erststimmen | Erststimmen | Zweitstimmen | Zweitstimmen | Zweitstimmen | Zweitstimmen | Mandate | Mandate |
| Listen                                              | Listen            | Stimmen     | %           | +/-         | Mandate     | Stimmen      | %            | +/-          | Mandate      | Anzahl  | +/-     |
| --------------------------------------------------- | ----------------- | ----------- | ----------- | ----------- | ----------- | ------------ | ------------ | ------------ | ------------ | ------- | ------- |
|                                                     | CDU               | 401.287     | 35,1        | –5,7        | 32          | 390.077      | 34,4         | –4,6         | 5            | 37      | –11     |
|                                                     | SPD               | 368.848     | 32,3        | +7,7        | 15          | 386.020      | 34,0         | +8,0         | 21           | 36      | +9      |
|                                                     | PDS               | 234.302     | 20,5        | +8,5        | 2           | 225.243      | 19,9         | +7,9         | 19           | 21      | +9      |
|                                                     | B’90/Grüne 1      | 78.198      | 6,8         | +0,9        | –           | 57.739       | 5,1          | –0,2         | 5            | 5       | –       |
|                                                     | FDP               | 43.912      | 3,8         | –8,6        | –           | 40.560       | 3,6          | –9,9         | –            | –       | –14     |
|                                                     | Die Republikaner  | 5.490       | 0,5         | N/A         | –           | 15.478       | 1,4          | +0,7         | –            | –       | –       |
|                                                     | ALP               | –           | –           | N/A         | –           | 6.756        | 0,6          | N/A          | –            | –       | –       |
|                                                     | GRAUE             | 2.627       | 0,2         | N/A         | –           | 6.041        | 0,5          | N/A          | –            | –       | –       |
|                                                     | STATT             | 540         | 0,0         | N/A         | –           | 3.051        | 0,3          | N/A          | –            | –       | –       |
|                                                     | DSU               | 2.522       | 0,2         | –1,7        | –           | 1.781        | 0,2          | –1,6         | –            | –       | –       |
|                                                     | OPDE              | –           | –           | N/A         | –           | 1.063        | 0,1          | N/A          | –            | –       | –       |
|                                                     | DE                | 328         | 0,0         | N/A         | –           | 621          | 0,1          | N/A          | –            | –       | –       |
|                                                     | Einzelbewerber    | 4.865       | 0,4         | –0,2        | –           | –            | –            | –            | –            | –       | –       |
| Gesamt                                              | Gesamt            | 1.142.919   | 100         |             | 49          | 1.134.430    | 100          |              | 50           | 99      | –7      |
|                                                     |                   |             |             |             |             |              |              |              |              |         |         |
| Ungültige Stimmen                                   | Ungültige Stimmen | 39.298      | 3,3         | –0,2        |             | 47.787       | 4,0          | +1,1         |              |         |         |
| Wähler                                              | Wähler            | 1.182.217   | 54,8        | –10,3       |             | 1.182.217    | 54,8         | –10,3        |              |         |         |
| Wahlberechtigte                                     | Wahlberechtigte   | 2.155.841   |             |             |             | 2.155.841    |              |              |              |         |         |
|                                                     |                   |             |             |             |             |              |              |              |              |         |         |
| Quellen: Statistisches Landesamt, Stimmen – Mandate |                   |             |             |             |             |              |              |              |              |         |         |

Wahlkreisgewinner nach Parteizugehörigkeit

- 1 Landtagswahl 1990: Grüne/Neues Forum